# Club Sociedad de Tiro y Gimnasia
Club Sociedad de Tiro y Gimnasia es un club de fútbol oriundo de la localidad de San Pedro de Jujuy, provincia de Jujuy, Argentina. Fue fundado el 14 de junio de 1914 y juega sus partidos de local en el estadio Fortín del Barrio Belgrano.
Es la entidad polideportiva más antigua de la localidad de San Pedro. El club posee varias secciones deportivas (incluyendo el fútbol masculino) entre las que se encuentra el fútbol femenino, básquet, vóley, boxeo, kick boxing y taekwondo, patín artístico, atletismo, ciclismo, arquería, rugby, tiro, hockey sobre hielo, físicoculturismo y natación. Compite a nivel regional en la Liga del Ramal de Fútbol, donde ganó el campeonato en 2019. También ha disputado la Copa Jujuy.
En cuanto a competición nacional, ha disputado de varios torneos, entre ellos, la Copa Argentina, Torneo Argentino B y el Torneo Federal B. También ha disputado encuentros en el Torneo Regional Federal Amateur, un campeonato subnacional de cuarta categoría organizado por el Consejo Federal, organismo dependiente de la Asociación del Fútbol Argentino (AFA).

## Historia
Club Sociedad de Tiro y Gimnasia fue fundado el 14 de junio de 1914. Es una entidad polideportiva que cuenta con más de 10 disciplinas deportivas. El club posee 200 socios activos.
En competición nacional, el equipo disputó el Torneo Argentino B 1997-98 donde integró el grupo 4. En ese grupo terminó en segunda posición con 6 puntos y superado por Alianza San Martín Tercif.
También disputó la Copa Argentina 2013-14 e hizo su debut oficial el 30 de octubre de 2013 frente al Centro Cultural y Deportivo Ingeniero Herminio Arrieta. El encuentro correspondió a la Fase Preliminar Regional I, donde Tiro y Gimnasia quedó eliminado después de perder en la tanda de penaltis por 1-3.

## Afiliaciones
El club se encuentra afiliado a distintas asociaciones y federaciones deportivas:
- Liga del Ramal de Fútbol
- Asociación Sampedreña de Basquetbol.
- Asociación Jujeña de Patín Artístico.
- Federación Argentina de Boxeo.
- Federación Argentina de Tiro (Tiro Federal Argentino).
- Federación Argentina de Karate 00- Tradicional.
- Federación Jujeña de Atletismo.
- Federación Jujeña de Ciclismo.
- Centro Empleados de Comercio.

## Palmarés

### Torneos provinciales oficiales (1)
| Torneos locales oficiales             | Torneos locales oficiales | Torneos locales oficiales |
| Competición                           | Títulos                   | Subcampeonatos            |
| ------------------------------------- | ------------------------- | ------------------------- |
| Liga del Ramal Jujeña de Fútbol (1/0) | 2019.                     |                           |